# Marco Giampaolo
Marco Giampaolo (n. 2 august 1967, Bellinzona, Cantonul Ticino, Elveția) este un fotbalist italian retras din activitate, care a jucat pe post de mijlocaș la echipe ca Giulianova Calcio⁠(d), A.S. Gubbio 1910⁠(d) și U.S. Siracusa⁠(d). După încheierea carierei, a devenit antrenor, și antrenează în prezent pe U.S. Lecce.
S-a aflat pe lista de posibili înlocuitori ai lui Cosmin Olăroiu în funcția de antrenor al echipei Steaua București în vara premergătoare sezonului 2011-2012.